# Мамедов, Эльчин Мехти оглы
Эльчин Мехти оглу Мамедов (азерб. Elçin Mehdi oğlu Məmmədov, 29 мая 1946, Баку — 16 февраля 2001, там же) — азербайджанский театральный художник, актёр, Заслуженный деятель искусств Азербайджанской ССР (1991), лауреат Государственной премии Азербайджанской ССР (1984).

## Биография
Эльчин Мамедов родился 29 мая 1946 года в семье Мехди Мамедова и Барат Шекинской. После окончания школы поступил на художественный факультет Азербайджанского государственного художественного института.
Эльчин Мамедов был художником спектакля «Мой брат играет на кларнете», поставленного его другом детства Азерпашой Нематовым в Театре юного зрителя на русском языке, и это была его первая работа на профессиональной сцене.
Он поработал более чем над 100 спектаклями во всех театрах Баку, а также в Москве, Архангельске, Карачухуре. В Азербайджане оформил множество спектаклей не только в Баку, но и в Нахичеванском, Гянджинском, Лянкяранском, Сумгаитском, Мингячевирском театрах.
Эльчин Мамедов был художником ряда спектаклей в Азербайджанском государственном академическом национальном драматическом театре, Азербайджанском государственном академическом музыкальном театре, Азербайджанском театре юного зрителя, Азербайджанском государственном русском драматическом театре.
Был главным художником Азербайджанского государственного академического национального драматического театра. Оформил в этом театре постановки: «Хирс гулдурбасан» М. Ф. Ахундова, «Безумная встреча» Дж. Мамедгулузаде, «Дьявол» Г. Джавида, «Лес» М. Горького, «Инсан» С. Вургуна, «Гамлет» У. Шекспира.
В Азербайджанском государственном театре юного зрителя оформил спектакли «Школа села Данабаш» Дж. Мамедгулузаде, «Шамдан-бей» Н. Нариманова, «Последняя ночь прошлого года» Анара, «Здравствуй, Хоци» Р. Вагнера.
В Азербайджанском государственном русском драматическом театре как художник-постановщик работал над спектаклями «На дне» М. Горького, «Электра, любовь моя» Л. Дьюрко, «Снежная королева» Г. Андерсена, «Шейх Санан» Г. Джавида, «Жестокие игры» М. Шатрова и другие.
Последним спектаклем, над которым он работал, стал «Гамлет» Азер-паши Нематова.
Эльчин Мамедов скончался 18 февраля 2001 года в Баку.

## Награды
Эльчин Мамедов был удостоен Государственной премии Азербайджана в 1984 году, почётного звания Заслуженного деятеля искусств 22 мая 1991 года и премии «Золотой дервиш» Союза театральных деятелей Азербайджана в 1999 и 2001 годах за аранжировку спектакля «Иблис».

## Фильмография
- 1970 — Семеро сыновей моих — Мирпаша (дублировал Юрий Саранцев)
- 1970 — Клад[азерб.]
- 1971 — Тяжёлый шкаф[азерб.] — главная роль
- 1973 — Приглашение на свадьбу
- 1975 — Свет погасших костров — Гараджа Чобан (дублировал Анатолий Соловьёв)
- 1976 — Выше только облака — Мелик
- 1978 — Юбилей Данте — Сиявуш
- 1979 — Чудак — эпизод
- 1979 — Прерванная серенада — Сеймур, руководитель ВИА «Фламинго»
- 1981 — Перед закрытой дверью — Айдын (дублирует Юрий Саранцев)
- 1988 — Живи, золотая рыбка
- 1990 — Однажды[азерб.] — анимационный, художник
- 1994 — Чёрная Волга
- 2002 — Овсунчу[азерб.]
- 2007 — Анвар Гасанов. Один из семи сыновей[азерб.] (документальный)